# Урусов, Владимир Петрович
Князь Владимир Петрович Урусов (4 (16) апреля 1857—13 (26) ноября 1907) — русский государственный деятель, Енисейский и Херсонский вице-губернатор. Действительный статский советник.

## Биография
Родился 4 (16) апреля 1857 года в семье князя, камергера Двора Его Императорского Величества Петра Александровича Урусова и его жены Екатерины Николаевны, фрейлины Двора Его Императорского Величества, дочери генерал-лейтенанта Н. М. Сипягина; был крещён 29 сентября 1857 года в Сергиевском соборе при восприемстве графа А. И. Мусина-Пушкина и Д. П. Сипягиной
Образование получил в Пажеском корпусе; 9 сентября 1876 года был переведён из юнкеров в Николаевское кавалерийское училище. После его окончания, в апреле 1878 года, восемнадцатилетний поручик князь Урусов был произведён в камер-пажи и согласно предписанию отправлен в Адрианополь на фронт военных действий между Россией и Турцией, где служил ординарцем главнокомандующего действующей армии.
После окончания войны в течение двух лет он находился при российском посольстве в Риме. В марте 1886 года у него истек срок военной службы за полученное образование и он был определён на гражданскую службу в азиатский департамент сверхштатным чиновником, затем назначен секретарем и драгоманом (переводчиком) консульства в Сараево. В июне 1888 года вернулся в Россию, при министерстве внутренних дел поступил в распоряжение к московскому генерал-губернатору, через два года назначен советником московского губернского правления, на должности которого дважды исполнял обязанности московского вице-губернатора. В 1891 году получил звание камер-юнкера.
С 1890 по 1895 был издателем-редактором еженедельного иллюстрированного журнала «Русский охотник».
C 12 марта 1899 по 29 января 1900 года был Енисейским вице-губернатором, получил чин статского советника. В начале 1900 года покинул Красноярск по собственному прошению — одной из причин отъезда были разные позиции по проблеме необходимости введения земств и национальному вопросу с губернатором Михаилом Александровичем Плецем. Был назначен с 29 января 1900 года Херсонским вице-губернатором; с 1901 года — камергер и в том же годы получил орден Св. Анны 2-й степени.
С 22 декабря 1901 по 13 августа 1905 года был исполняющим должность члена Совета Главного управления по делам печати.
С 13 августа 1905 года был членом Совета министра внутренних дел; 30 июля 1905 года был произведён в действительные статские советники.
Умер 13 (26) ноября 1907 года.

## Семья
Женился 10 января 1888 года на фрейлине графине Варваре Васильевне Гудович (1865—1953), дочери графа Василия Васильевича Гудовича (1819—1886). В браке у них родилось пятеро детей:
- Пётр (23.11.1888-20.12.1914)
- Варвара (20.02.1890-1975)
- Екатерина (27.11.1891-1977)
- Александра (18.06.1894-?)
- Ирина (1899—1969)

После революции 1917 года дети вместе с матерью, Варварой Васильевной, эмигрировали за границу.